# Moeno Sakaguchi
Moeno Sakaguchi (阪口 萌乃, Sakaguchi Moeno, Kanagawa, 4 juni 1992) is een Japans voetbalster die als middenvelder speelt bij Albirex Niigata.

## Carrière

### Clubcarrière
Sakaguchi begon haar carrière in 2013 bij Albirex Niigata.

### Interlandcarrière
Sakaguchi nam met het Japans vrouwenvoetbalelftal deel aan het Aziatisch kampioenschap 2018, maar zij kwam tijdens dit toernooi niet in actie. Japan behaalde goud op het Aziatisch kampioenschap. Zij maakte op 10 juni 2018 haar debuut in het Japans elftal tijdens een vriendschappelijke wedstrijd tegen Nieuw-Zeeland. Zij nam met het Japans elftal deel aan de Aziatische Spelen 2018 en Japan behaalde goud op de Aziatische Spelen. Ze heeft 11 interlands voor het Japanse elftal gespeeld en scoorde daarin een keer.

## Statistieken
| Japans vrouwenvoetbalelftal | Japans vrouwenvoetbalelftal | Japans vrouwenvoetbalelftal |
| Jaar                        | Wed.                        | Dlp.                        |
| --------------------------- | --------------------------- | --------------------------- |
| 2018                        | 10                          | 1                           |
| 2019                        | 2                           | 0                           |
| Totaal                      | 12                          | 1                           |